# Opacifrons aequalis
Opacifrons aequalis är en tvåvingeart som först beskrevs av Grimshaw 1901.  Opacifrons aequalis ingår i släktet Opacifrons och familjen hoppflugor. Inga underarter finns listade i Catalogue of Life.